# Óscar Villela
Óscar Villela es un deportista mexicano que compitió en natación adaptada. Ganó una medalla de bronce en los Juegos Paralímpicos de Toronto 1976 en la prueba de 4 × 50 m libre (clase 2-6).

## Palmarés internacional
| Juegos Paralímpicos | Juegos Paralímpicos | Juegos Paralímpicos | Juegos Paralímpicos |
| Año                 | Lugar               | Medalla             | Prueba              |
| ------------------- | ------------------- | ------------------- | ------------------- |
| 1976                | Toronto ( Canadá)   | Medalla de bronce   | 4 × 50 m libre 2-6  |